# Suor anglesa

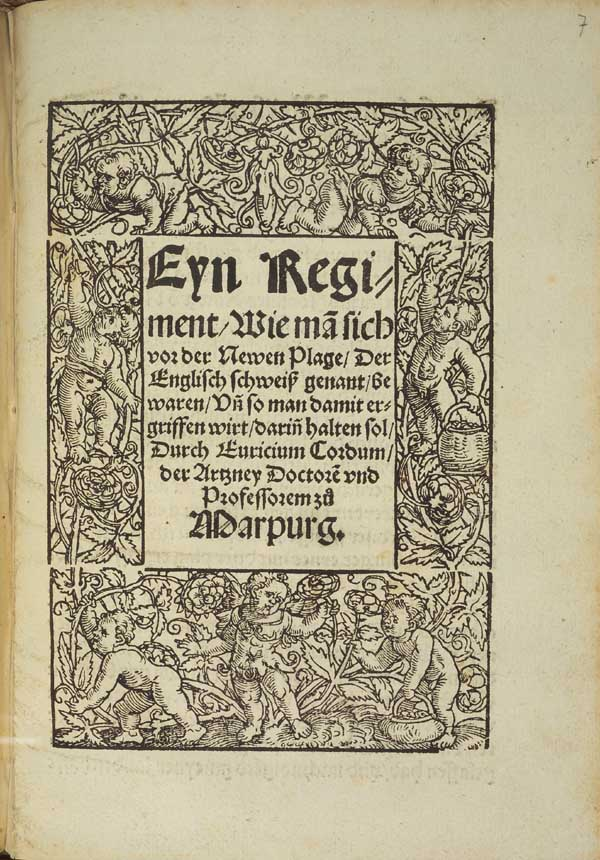
Portada de Der Englische Schweiß, estudi sobre la Suor anglesa de Euricius Cordus el 1529.

La suor anglesa, també nomenada sudor anglicus o pestis suosa, va ser una malaltia molt contagiosa i en general mortal que va afectar Anglaterra en diverses onades durant els segles XV i XVI, per desaparèixer després. El seu símptoma principal era una sudoració intensa, el que li va dònar el nom. Es desconeix l'origen d'aquesta malaltia, encara que s'ha conjecturat amb diverses causes com la grip o els hantavirus. No atacava els bebès ni els nens petits, i les seves víctimes eren, majoritàriament, homes.

## Epidèmia
L'epidèmia de suor anglesa va començar a Milford Haven a començaments del regnat d'Enric VII, entre la seva ascensió al tron, el 7 d'agost de 1485, i abans de la batalla de Bosworth, el 22 del mateix mes. A Londres va esclatar amb l'arribada del rei el dia 28, provocant una gran mortaldat. Aquesta alarmant malaltia, que aviat es va conèixer com a sweating sickness ('malaltia de la suor'), era molt diferent a la pesta coneguda aleshores, no només a causa dels seus símptomes, sinó també pel seu ràpid i sovint mortal curs.
Hi va haver primeres manifestacions virulents en els anys 1485/1486, 1502, 1507, 1517, 1528/1529 i 1551/1552, encara que la proporció de morts a causa de l'epidèmia no està documentada. El 1551 va ser estudiada a fons i documentada pel metge anglès John Caius. Des de 1578 no s'han conegut nous casos.
La primera manifestació de 1528 va passar de Gran Bretanya a Hamburg, on va provocar més d'un miler de morts en una setmana. Es va estendre a Suïssa, cap al nord a Dinamarca, Suècia i Noruega i cap a l'est a Lituània, Polònia i Rússia. També va aparèixer a Bèlgica i els Països Baixos, probablement per transmissió directa des d'Anglaterra, lloc que va aparèixer simultàniament en les ciutats d'Anvers i Amsterdam. A cada lloc la infecció no va durar més d'un parell de setmanes i abans de finalitzar l'any havia desaparegut, excepte l'est de Suïssa, on va romandre fins a l'any següent. Després, no va tornar a aparèixer a l'Europa continental, on es va conèixer com a «pesta anglesa».
Una malaltia similar, anomenada a França suette de Picardie, es va produir a França, Itàlia i el sud d'Alemanya entre 1718 i 1947; afectava durant un període d'una a dues setmanes i era menys mortal, a més a més d'anar acompanyada d'una erupció cutània, la miliària.

## Etiologia
Les causes de la malaltia són desconegudes, encara que alguns estudiosos han culpat les aigües residuals i la falta d'higiene. Els brots succeïen a l'estiu, desapareixent en arribar la tardor.
La primera epidèmia va sorgir a la fi de la Guerra de les Dues Roses, el que podria significar que la malaltia la van portar a Anglaterra els mercenaris francesos d'Enric VII, que van ser immunes a ella. El fet que l'epidèmia ataqués igual a rics i pobres explica la raó per la qual es va estudiar en particular, a diferència d'altres malalties de l'època. Avui dia, les conjectures sobre la causa de la malaltia van des de la grip a febre reincident transmesa per puces i polls o a infeccions per Hantavirus.

## Quadre clínic
Van ser estudiats pels metges contemporanis John Caius, i Euricius Cordus.
- Por intensa, seguida d'esgarrifances, mareigs, mal de cap i en el coll, espatlles i extremitats, tot plegat acompanyat d'un gran esgotament, etapa que durava entre mitja i tres hores.
- En les últimes etapes de la malaltia els símptomes eren d'esgotament general, somnolència i, en alguns casos, convulsions.
- Freqüents hemorràgies nasals.

Els pacients morien entre quatre i dotze hores després de manifestar els primers símptomes; la majoria dels pocs que aconseguien superar les 24 hores van sobreviure.